# 千慶烏子
千慶烏子（せんけいからす、1961年12月12日 - ）は、日本の詩人、批評家。欧文表記では「Callas Cenquei」と記す。大阪生まれ、男性。代表作に『やや あって ひばりのうた』『TADAÇA』『冒険者たち』など、多数の著作がある。

## 概説
現代の詩人ではあるが、現代詩とは異なる表現形式や発表形態を取ることが多く、活字媒体と電子媒体にまたがって作品を発表している。
作品には、紙媒体の書籍に加え、コンピュータテクノロジーを使って、映像・音響と言語表現を融合させた作品や、電子書籍の登場に先駆けて出版されたデジタル作品がある。

## 作品と年代
千慶烏子の作品は、紙媒体の書籍で出版されたものと電子媒体でデジタル出版されたものがあり、主に紙媒体で出版活動している時代を「紙の時代」、電子媒体で活動している時代を「数の時代」等として、千慶烏子の作品活動を年代的に記述する。

### 紙の時代
1995年「現代詩手帖」5月号において千慶烏子の投稿作品「ねじふりこ」が掲載され、第33回「現代詩手帖賞」の候補作として取り上げられる。受賞は逸したが、選考者の一人建畠晢はその作品を当該年度で「文句なく一番面白かった」（前掲書p.181）とし、千慶烏子を「類稀な資質」（同p.181）と評している。誌上公開された合評からは、建畠が最後まで千慶を強く推していた様子を確認することができる。
翌1996年『ねじふりこ』は、投稿原稿に修正を加えることなく、沖積舎から出版される。
1997年、千慶烏子はP.P.Content Corp.との共同作品である詩誌『VERNISSAGE』を発行する。フランス語の「vernissage」は「芸術作品などの一般展覧会に先駆けて開催される有識者向けの展示会」を意味し、翌年出版予定の『やや あって ひばりのうた』のプレゼンテーションとして、同書収録作品を全六巻にわたって掲載、各巻限定200部で発行・頒布された。同年7月に第一巻が出版されると、千慶烏子の『VERNISSAGE』は同時代の詩人、批評家たちから批評される。
翌1998年、千慶烏子は『やや あって ひばりのうた』を沖積舎から出版。朝日新聞紙上で入沢康夫は、何人かの若い詩人たちの名とともに、千慶烏子の名前を挙げている。「現代詩手帖」12月号では、天沢退二郎をはじめ、先行世代や同世代の詩人たちが千慶烏子の作品を最も印象に残った作品として挙げている。
同年1998年10月P.P.Content Corp.が自社サイトCenquei.Comを立ち上げると、千慶烏子はデジタル作品の制作に没頭するようになる。千慶烏子はそれ以降2022年まで紙媒体の書籍を出版していない。

### 数の時代
電子書籍という言葉が存在しなかった時代に、デジタル出版された作品を何と呼ぶかに関して、千慶烏子はフランス語の「Livre Numerique」という語を採用している。また、これを日本語に置き換えて「数の本」という呼称を与えている。フランス語の「numerique」には「デジタルな」という意味と「数の」という二つの意味がある。
1999年、千慶烏子はデジタル作品の第一作として、『VERNISSAGE』をデジタル化。
2001年には『TADACA』を出版、ダウンロード販売している。詩編と批評の交叉する『TADACA』は2003年にCD-ROM版が出版。
2003年より千慶烏子は叢書『CALLAS CENQUEI FEMMES』の刊行を開始し、第1巻『ADELE』を出版。同書は表題を『アデル』に改め、2017年電子書籍版が出版。
2005年『CALLAS CENQUEI FEMMES』第2巻『DELTA』、2006年第3巻『CLAIRE』を出版。それぞれ『デルタ』、『クレール』に表題を変更し、2017年電子書籍版が出版。
2011年『TADACA』完全版をCD-ROM出版。
2015年『ポエジー・デコンタンポレヌ』を出版。同書は2017年に表題を『ポエデコ』に改め、電子書籍版が出版。
2017年から2018年にかけて、オリジナルな形式でデジタル出版された既刊作品の内、6冊が電子書籍化された。また、オリジナルPDF版書籍5冊が国立国会図書館デジタルコレクションに収蔵された。
2019年10月、中咽頭に癌が見つかり、抗癌剤治療と放射線治療を組み合わせた化学放射線療法による6ヶ月に及ぶ入院加療を行った。退院後は医師による指導のもと、回復に努めていることが報告されている。

### 紙と数の時代
2022年千慶烏子は電子書籍版で出版されていた全ての既刊作品を紙版書籍で出版。これ以降千慶烏子の書籍は、インターネット上に存在する書籍をダウンロードして電子端末で読むことも、紙の本で読むこともできるようになっている。
2023年、癌の闘病記である連作詩集『冒険者たち』を出版。

## 批評
- 鶴山裕司は詩誌「夏夷」において、千慶烏子の『やや あって ひばりのうた』を引用しながら、「詩篇は実に甘美である。詩人の天性の才能が、語感やイメージ能力にあると仮定すればこの詩篇だけからでも千慶の詩人としての才能を感受できるはずである」としている[31]。
- また鶴山は「千慶の作品世界は極めて特異だ。そしてこの特異さは、自由詩の作品史にかつて現れたことのない特異さである」と評し、次のように論評している。「作品の完成度から言えば、わたくしと同世代である三十代後半の詩人たちの中で、千慶烏子、高貝弘也、川端隆之の三人の仕事の質は群を抜いている。（中略）後の時代から見れば、一九八〇年代から九〇年代の詩の世界は、本質的には一九七〇年代で終焉を迎えた戦後詩以降の詩の歴史において、初めて明確にポスト戦後詩のヴィジョンを模索、確立しようとした時代として総括される可能性が高い。この時代の代表的な詩人が、千慶烏子、高貝弘也、川端隆之ということになる」[32]。
- 田之倉康一は千慶烏子の作品『VERNISSAGE』を取り上げ、「その誌面の視覚的構成はただごとではない」という文章から始まる長文の論評を行っている。「引用した初連や、それにつづく部分に見られるように『欲望』そのものが発動される――同性でありながらも異性であり、近親でもあるかもしれない――主体間の、産出なき交尾による産出、あるいは内実を欠いた交換・贈与、あるいはそれらの交叉による『欲望』それ自体の充填という風景（中略）おそらくは幾重にも折り重ねられた『深さ』をめぐる風景の厚みが、対象に対する触覚性を廃するほどの距離を呼び込むと同時にその作品世界をそこに立ち上げ、支えてもいるのだ。」と評している[33]。
- 宮野一世も「詩学」誌上で『VERNISSAGE』を取り上げ、「多くの似たり寄ったりの詩誌を読んでくると、この異風景には立ち止まらざるを得ない。（中略）脳の奥深くに沈んでいる官能が、快く呼び醒まされてゆくような不思議な体験をした」と驚きを示している[34]。
- 松尾真由美は「詩学」誌上で千慶烏子の『TADACA』を取り上げ、「象徴性の強いものと論として読めるものとが組み合わされ、作品世界が重層的に創られている。その構築性の中で、作者が追い求めるのはエクリチュールであり、書く主体が、書く主体の行為をどこまでも確信犯的に運動させるというエクリチュールへの欲望によって、これらの作品は成立している。（中略）引き裂かれた自己を裂きつづけることこそ千慶の詩の倫理であるかのようだ。」と論評している[35]。

## 著作
- 千慶烏子『冒険者たち』。ISBN 978-4-908810-23-7。
- 千慶烏子『ポエデコ』。ISBN 978-4-908810-33-6。
- 千慶烏子『クレール』。ISBN 978-4-908810-19-0。
- 千慶烏子『デルタ』。ISBN 978-4-908810-14-5。
- 千慶烏子『アデル』。ISBN 978-4-908810-16-9。
- 千慶烏子『TADAÇA』。ISBN 978-4-908810-29-9。
- 千慶烏子『やや あって ひばりのうた』。ISBN 978-4-908810-22-0。
- 千慶烏子『ねじふりこ』。ISBN 978-4-908810-21-3。